# Bartolomé de Bustamante
Pour les articles homonymes, voir Bustamante.
Bartolomé Bustamante (Alcalá de Henares, 1501 - Trigueros, 1570), est un jésuite et architecte espagnol.

## Biographie
Bartolomé Bustamante étudie les arts et la théologie dans sa ville natale, où il est ordonné prêtre en 1527 ; peu de temps après, il est nommé curé de la paroisse de Carabaña, Madrid. Il entre au service du cardinal Juan Tavera. En 1536 il part pour Rome et fréquente l'Académie des virtuosi. A son retour, sa carrière d'architecte commence. Il participe à la reconstruction de l'église paroissiale de Carabaña. Il est chargé d'achever les travaux de l'Hospital de San Juan Bautista (également connu sous le nom d'Hospital de Afuera), à Tolède, qu'Alonso de Covarrubias avait commencés. On vient le consulter en 1543 sur la construction du canal de Castille.
En 1551 malgré son âge déjà avancé, il demande à entrer dans la Compagnie de Jésus. Après son noviciat il est missionné pour aider à la fondation des collèges de Cordoue, de Plasencia. Ses qualités reconnues il est nommé provincial des Jésuites d'Andalousie.
En 1561 il est choisi pour superviser les chantiers de construction des Jésuites en Espagne (Collège de Grenade et de Séville). Appelé à Rome il est chargé de rédiger les décrets réglementant la construction des maisons et églises jésuites à travers le monde.
En 1567 il est envoyé en Amérique pour aider à l'organisation des missions jésuites sur le continent. Il visite la Floride, le Pérou, le Honduras, Cuba avant de rentrer en Espagne pour raison de santé. Il meurt peu de temps après son retour.

## Postérité
Aujourd'hui, il est difficile de mesurer l'importance de l'influence que Bartolomé de Bustamante eût à son époque, d'une part à cause du caractère souvent indirect de ses contributions, et d'autre part à cause des transformations qu'ont subies depuis les bâtiments sur lesquels il est intervenu.